# Holstebro Kommune (1970–2006)
| Strukturdaten       | Strukturdaten     |
| ------------------- | ----------------- |
| Sitz der Verwaltung | Holstebro         |
| Fläche              | 351 km²           |
| Einwohner           | 41.479 (2006)     |
| Kommune seit 2007   | Holstebro Kommune |

Holstebro Kommune war bis Dezember 2006 eine dänische Kommune im damaligen Ringkjøbing Amt in Jütland. Sie entstand im Zuge der Verwaltungsreform im Jahre 1970. Seit Januar 2007 ist sie zusammen mit den ehemaligen Kommunen Ulfborg-Vemb und Vinderup Teil der neuen Holstebro Kommune.